# Hong Kyung-pyo
Hong Kyung-pyo (* 11. August 1962) ist ein südkoreanischer Kameramann.

## Leben
Hong Kyung-pyo ist seit Ende der 1990er Jahre als Kameramann tätig. Sein Schaffen umfasst mehr als 30 Produktionen.
Seine Werke wurde mehrfach ausgezeichnet, für Brotherhood wurde er 2004 mit dem Blue Dragon Award und dem Daejong-Filmpreis geehrt, diesen erhielt er auch 2016 für The Wailing – Die Besessenen. Bekannt wurde er auch für seine Arbeit mit dem Regisseur Bong Joon-ho, wie Mother, Snowpiercer oder der oscarprämierte Film Parasite.

## Filmografie (Auswahl)
- 2000: The Foul King (반칙왕)
- 2000: Das Haus am Meer – Il Mare (시월애)
- 2001: Guns & Talks (킬러들의 수다)
- 2002: Three… Nightmares (三更 / sān gēng)
- 2003: Save the Green Planet! (지구를 지켜라! Jigu-reul Jikyeora!)
- 2004: Brotherhood – Wenn Brüder aufeinander schießen müssen (태극기 휘날리며 Taegukgi hwinalrimyeo)
- 2009: Mother (마더 Madeo)
- 2009: Die Schauspielerinnen (여배우들)
- 2010: Haunters (초능력자)
- 2013: Boomerang Family (고령화 가족)
- 2013: Snowpiercer
- 2014: Haemoo (해무)
- 2016: The Wailing – Die Besessenen (곡성 Gokseong)
- 2018: Burning
- 2019: Parasite (기생충 Gisaengchung)
- 2022: Broker (브로커 Beurokeo)